# Black Duck Open Hub

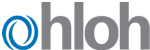
Antigo logótipo

Black Duck Open Hub, anteriormente Ohloh, é um website é um web services suite e uma plataforma de comunidade online que visa mapear o desenvolvimento de software livre. Foi fundado pelos ex-executivos da Microsoft Jason Allen e Scott Collison em 2004 e Robin Luckey juntou-se ao desenvolvimento. Em 6 de junho de 2013, o site listava 590.310 projetos, 538.806 repositórios de código fonte, 2.373.936 contribuidores e 23.457.982.058 linhas de código.
Em 28 de maio de 2009, Black Duck Open Hub foi adquirido pela Geeknet, dona da SourceForge, popular plataforma de desenvolvimento open source. Pouco depois, Geeknet vendeu Black Duck Open Hub para a empresa de análise de projetos open source Black Duck Software em 5 de outubro de 2010. Black Duck planejava integrar as funcionalidades do Black Duck Open Hub com seus projetos existentes, a fim de avançar o site para um importante recurso de desenvolvimento FOSS. 

## Design
Através das buscas de dados através dos repositórios de sistema de controle de versão (tal como CVS, Subversion, Git, Bazaar e Mercurial), Ohloh providencia estatísticas sobre o histórico do projeto, licença (inclusive os conflitos), métricas dos software, tais como linhas de código fonte, e estatísticas de commit. O codebase history informa sobre a quantidade de atividade de cada projeto.
Software stacks (lista de software aplicativos usados por cada membro do Black Duck Open Hub) e tags são usados para calcular a similaridade entre os projetos.
Global statistics por linguagem mensura a popularidade de uma linguagem de programação desde 1990.  Essas estatísticas também têm sido usados para identificar aqueles projetos com o controle de versão mais antigo.
Contributor statistics mensura a experiência dos desenvolvedores de projetos open source, avaliando os commit enviados nos repositórios. Uma característica de rede social, chamada de kudos, foi introduzida para fornecer um rank dos contribuidores. Há um KudoRank para cada usuário em uma escala de 1 a 10, da qual é automaticamente extraído de todos os kudos no sistema. A ideia de mensurar as habilidades e produtividade dos desenvolvedores open source com base nas estatísticas do commit recebeu opiniões diversas em blogs de tecnologia.
Em 22 de agosto de 2007, uma versão pública betade um web-service API foi anunciada, para expor dados e relatórios do Black Duck Open Hub e promover o desenvolvimento de aplicações de terceiros.

## Busca de código
Em 2012, Black Duck Open Hub lançou no site uma ferramenta de busca de código fonte, a partir do banco de dados. É capaz de pesquisar 10 bilhões de linhas de código e filtrar por linguagem, projeto ou sintaxe.